# Hauptenia
Hauptenia – rodzaj pluskwiaków z rodziny Derbidae i podrodziny Breddiniolinae.
Pluskwiaki te mają głowę o dłuższym niż szerszym, acz krótszym od nadustka czole oraz trapezowatym, nieco u podstawy szerszym niż u szczytu, lekko przed oczami wystającym ciemieniu. Występują krótkie czułki i wyraźnie wykształcone wyrostki podczułkowe. Szerokość głowy mierzona wraz z oczami jest wyraźnie mniejsza od szerokości przedplecza. Skrzydła przedniej pary są od 2,6 do 3,1 raza dłuższe niż szerokie i cechują się żyłką radialną przednią z jedną lub dwoma odnogami końcowymi. Użyłkowanie skrzydeł tylnych odznacza się bardzo krótkim wspólnym odcinkiem żyłki subkostalnej tylnej i przedniej żyłki radialnej (ScP+RA) oraz obecnością trzech lub dwóch końcowych odgałęzień żyłki kubitalnej przedniej. Genitalia samca mają pygofor o nieprzedłużonym palczasto kącie grzbietowo-ogonowym, niewydłużoną mocno rurkę analną o brzegu grzbietowym krótszym niż brzuszny, zakrzywiony dobrzusznie i na szczycie lekko wcięty epiprokt oraz symetrycznie zbudowane, przysadziste gonostyliki.
Przedstawiciele rodzaju znani są z Bangladeszu, Korei, Chin i Tajwanu.
Takson ten wprowadzony został w 2006 roku przez Jacka Szwedo, a jego gatunkiem typowym wyznaczono opisaną w 1994 roku Malenia magnifica. Do rodzaju tego należy 10 opisanych gatunków:
- Hauptenia bandarbanensis Jhan & Rahman, 2016
- Hauptenia beibengensis Sui & Chen, 2023
- Hauptenia daliensis Sui & Chen, 2023
- Hauptenia fellea (Yang & Wu, 1994)
- Hauptenia glutinosa (Yang & Wu, 1994)
- Hauptenia idonea (Yang & Wu, 1994)
- Hauptenia jacula (Yang & Wu, 1994)
- Hauptenia magnifica (Yang & Wu, 1994)
- Hauptenia palgongsanensis Rahman, Kwon & Suh, 2012
- Hauptenia tripartita Rahman, Kwon & Suh, 2012